# Manfred Wörner
Manfred Hermann Wörner (Stoccarda, 24 settembre 1934 – Bruxelles, 13 agosto 1994) è stato un politico e diplomatico tedesco.
Fu Ministro della difesa della Germania Ovest tra il 1982 ed il 1988 e fu il settimo Segretario generale della NATO dal 1988 al 1994. La fine del suo mandato come segretario generale della NATO segnò la fine della Guerra fredda e la riunificazione tedesca. Durante il suo mandato gli venne diagnosticato un tumore, ma, nonostante ciò, continuò ad adempiere il proprio incarico.

## Biografia
Trascorse il primo periodo della propria vita nella casa del nonno, presso Stoccarda, dove frequentò il Johannes-Kepler-Gymnasium. Sposò Elfie Wörner, attiva sostenitrice di agenzie umanitarie collegate all'esercito tedesco.

## Studi
Dopo aver conseguito l'Abitur, titolo di studi rilasciato in Germania al termine della scuola secondaria, nel 1953 studiò legge a Heidelberg, Monaco di Baviera e a Parigi. Terminò gli studi nel 1961. Divenne dottore in legge con una tesi riguardante le leggi internazionali. Successivamente lavorò presso l'amministrazione del Baden-Württemberg.
Wörner era un pilota riservista nella Luftwaffe.

## Carriera politica

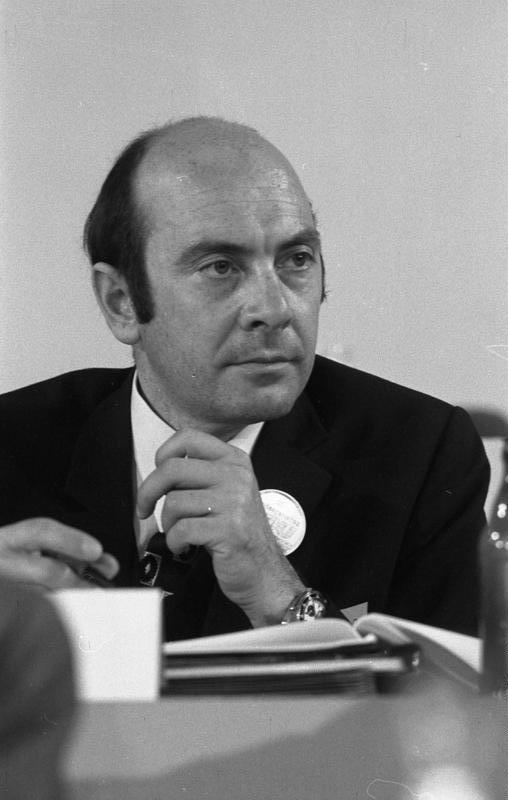
Manfred Woerner nel 1972 presso il partito CDU.

Wörner era un membro dell'Unione Cristiano Democratica e prese parte al parlamento tedesco. Il 4 ottobre 1982 fu nominato Ministro della difesa per il governo di Helmut Kohl. Wörner giocò un ruolo fondamentale nella difesa della decisione della NATO di disporre di missili balistici a raggio intermedio. Nel 1983, Wörner criticò lo scandalo che vedeva il generale tedesco Günter Kießling accusato dal servizio segreto militare tedesco di essere omosessuale. Venne poi compreso che c'era stato un errore di identità, e così caddero le accuse. Tuttavia, dato che in quel momento uno scandalo del genere poteva essere un rischio per la sicurezza, Wörner consigliò a Kießling il pensionamento anticipato. Quando questa vicenda terminò Wörner, il 18 maggio 1984, consegnò le dimissioni che non furono però accettate dal cancelliere Helmut Kohl.
Nel 1987, i sedici paesi membri della NATO, elessero Wörner Segretario Generale dell'Alleanza. Fu il primo tedesco a ricoprire quella carica. Dopo essersi dimesso dal governo tedesco, assunse del tutto l'incarico il 1º luglio 1988. Continuò a lavorare assiduamente, nonostante la grave malattia, fino all'anno della sua morte nel 1994.

## Riconoscimenti
Per il suo fondamentale ruolo nell'unificazione europea a Wörner è stato dedicato il Wörner Gap sull'Isola Livingston nelle Isole Shetland Meridionali in Antartide.
In suo onore il Ministero della Difesa tedesco assegna ogni anno, dal 1996, a personaggi che hanno contribuito al mantenimento della pace in Europa la
Medaglia Manfred Wörner.
Da allora hanno ricevuto questa onorificenza:
- 1996: Richard Holbrooke, diplomatico americano che si occupò dello scontro in Kosovo.
- 1997: Ewald-Heinrich von Kleist-Schmenzin
- 1998: Gerd Wagner per la collaborazione nell'Accordo di Dayton.
- 1999: Janusz Onyszkiewicz ministro della difesa polacco.
- 2000: Elizabeth Pond giornalista americana.
- 2001: Karsten Voigt coordinatore del German State Department for the German-American Cooperation
- 2002: Javier Solana, direttore delle politiche estere dell'UE e ex Segretario gen. della NATO.
- 2003: Catherine McArdle Kelleher, direttrice del Aspen Institute di Berlino.
- 2005: Hans Koschnick
- 2006: Christian Schwarz-Schilling
- 2007: Martti Ahtisaari
- 2009: Jörg Schönbohm